# Cossignano

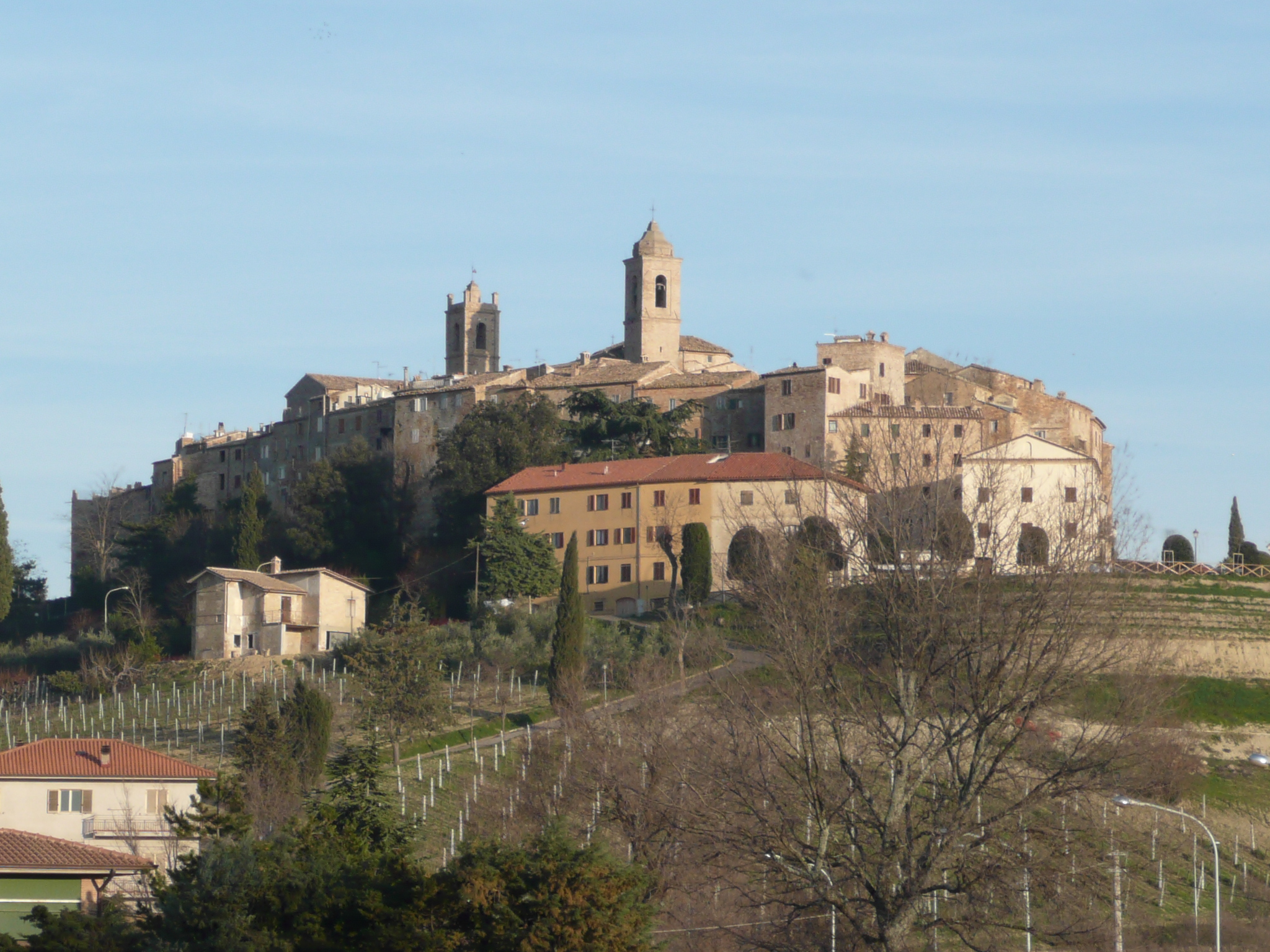
Cossignano

Cossignano is een gemeente in de Italiaanse provincie Ascoli Piceno (regio Marche) en telt 1029 inwoners (31-12-2004). De oppervlakte bedraagt 15,1 km², de bevolkingsdichtheid is 68 inwoners per km².
De volgende frazioni maken deel uit van de gemeente: Ponte.

## Demografie
Cossignano telt ongeveer 389 huishoudens. Het aantal inwoners daalde in de periode 1991-2001 met 0,7% volgens cijfers uit de tienjaarlijkse volkstellingen van ISTAT.
| Jaar | Inwoneraantal |
| ---- | ------------- |
| 1991 | 1043          |
| 2001 | 1036          |

## Geografie
De gemeente ligt op ongeveer 400 m boven zeeniveau.
Cossignano grenst aan de volgende gemeenten: Carassai, Castignano, Montalto delle Marche, Offida, Ripatransone.
Acquasanta Terme · Acquaviva Picena · Appignano del Tronto · Arquata del Tronto · Ascoli Piceno · Carassai · Castel di Lama · Castignano · Castorano · Colli del Tronto · Comunanza · Cossignano · Cupra Marittima · Folignano · Force · Grottammare · Maltignano · Massignano · Monsampolo del Tronto · Montalto delle Marche · Montedinove · Montefiore dell'Aso · Montegallo · Montemonaco · Monteprandone · Offida · Palmiano · Ripatransone · Roccafluvione · Rotella · San Benedetto del Tronto · Spinetoli · Venarotta
1. ↑  https://demo.istat.it/?l=it.